# أليخاندرو بيريز
أليخاندرو بيريز (بالإسبانية: Alejandro Pérez) هو فنان قتال مختلط مكسيكي، ولد في 2 سبتمبر 1989 في مدينة أغواسكاليينتس في المكسيك.

## وصلات خارجية
- أليخاندرو بيريز على موقع يو إف سي (الإنجليزية)
- أليخاندرو بيريز على موقع شيردوغ (الإنجليزية)